# Tourismusverband Ostbayern
Der Tourismusverband Ostbayern e. V. ist ein Marketingverband für Ostbayern. Der Verband trug ursprünglich die Bezeichnung Fremdenverkehrsverband Ostbayern und hat seinen Sitz in Regensburg.

## Aufbau
Der Verein wurde am 19. September 1949 für den Raum Niederbayern und Oberpfalz in Regensburg gegründet. Er ist ein eingetragener Verein und hat zurzeit mehr als 400 Mitglieder, zum größten Teil die Gebietskörperschaften, also Landkreise und Gemeinden sowie Tourismusvereine. Dazu kommen als fördernde Mitglieder gewerbliche Betriebe wie Hotels und Ferienanlagen. Die Hauptaufgabe des Verbandes ist es, den Tourismus in Niederbayern und der Oberpfalz in der Fläche zu fördern und zu pflegen
Der Verband wird wie folgt geleitet:
- Präsidenten: Landrätin Rita Röhrl, Landrat Thomas Ebeling (stv.)
- Vorstand: Michael Braun
- Stv. Geschäftsführer/Vorstand: Wolfgang Scheinert

Der Verband gliedert sich in vier Regionen:
- Bayerischer Wald
- Oberpfälzer Wald
- Bayerischer Jura: Zur Gebietsgemeinschaft Bayerischer Jura zählen die Landkreise Kelheim, Neumarkt in der Oberpfalz und Amberg-Sulzbach, sowie der westliche Teil des Landkreises Regensburg.[5]
- Bayerisches Golf- und Thermenland: Erst 2008 hatten sich das Landschaftsgebiet „Niederbayern zwischen Donau und Inn“ und das „Bayerische Thermenland“ mit seinen Kurbädern Bad Abbach, Bad Birnbach, Bad Füssing, Bad Gögging und Bad Griesbach zum Bayerischen Golf- und Thermenland zusammengeschlossen.